# Umarsara
Umarsara é uma vila no distrito de Yavatmal, no estado indiano de Maharashtra.

## Demografia
Segundo o censo de 2001, Umarsara tinha uma população de 19,064 habitantes. Os indivíduos do sexo masculino constituem 53% da população e os do sexo feminino 47%. Umarsara tem uma taxa de literacia de 82%, superior à média nacional de 59.5%: a literacia no sexo masculino é de 86% e no sexo feminino é de 78%. Em Umarsara, 11% da população está abaixo dos 6 anos de idade.